# إيفور أبراهامز
إيفور أبراهامز (بالإنجليزية: Ivor Abrahams)‏ هو نحات ورسام بريطاني، ولد في 10 يناير 1935 في ويغان في المملكة المتحدة، وتوفي في 6 يناير 2015.